# Seznam řek v Norsku
Seznam řek v Norsku (norsky řeka elv) obsahuje 25 nejdelších řek Norska.

## Tabulka řek
| Poř. | Řeka / Vodní tok                   | Délka [km] | Rozloha povodí [km²] | Průměrný průtok [m³/s] | Typ řeky |
| ---- | ---------------------------------- | ---------- | -------------------- | ---------------------- | -------- |
| 1.   | Glomma                             | 623        | 41 955               | 705                    | H        |
| 2.   | Pasvikelva                         | 380        | 18 516               | 169                    | H        |
| 3.   | Numedalslågen                      | 359        | 5 550                | 111                    | H        |
| 4.   | Vorma – Gudbrandsdalslågen         | 358        | 17 547               | 330                    | P        |
| 5.   | Tana – Anarjohka                   | 348        | 16 374               | 197                    | H        |
| 6.   | Drammenselva – Begna               | 308        | 17 115               | 314                    | H        |
| 7.   | Skienselva – Tinne – Måna – Kvenna | 271        | 10 812               | 274                    | H        |
| 8.   | Snarumselva – Hallingdalselva      | 257        | 5 159                | 116                    | P        |
| 9.   | Otra                               | 247        | 3 750                | 146                    | H        |
| 10.  | Altaelva                           | 240        | 7 389                | 99                     | H        |
| 11.  | Trysilelva                         | 239        | 5 426                | 84                     | P        |
| 12.  | Namsen                             | 229        | 6 273                | 304                    | H        |
| 13.  | Nidelva (Agder)                    | 222        | 4 010                | 114                    | H        |
| 14.  | Eidselva – Tokke – Songa           | 205        | 3 642                | 107                    | P        |
| 15.  | Randselva – Dokka                  | 200        | 3 772                | 58                     | P        |
| 16.  | Orkla                              | 182        | 3 052                | 67                     | H        |
| 17.  | Nidelva (Trøndelag) – Nea          | 177        | 3 124                | 94                     | H        |
| 18.  | Målselva                           | 173        | 6 019                | 170                    | H        |
| 19.  | Barduelva                          | 171        | 2 411                | 80                     | P        |
| 20.  | Karasjohka                         | 166        | 5 060                | 57                     | P        |
| 21.  | Vefsna                             | 161        | 4 118                | 201                    | H        |
| 22.  | Gaula                              | 152        | 3 661                | 97                     | H        |
| 23.  | Sira                               | 152        | 1 902                | 130                    | H        |
| 24.  | Rena                               | 152        | 4 182                | 68                     | P        |
| 25.  | Kvina                              | 151        | 1 453                | 89                     | H        |